# 31.ª Bienal Internacional de Arte de São Paulo

Cartaz da mostra criado pelo artista Prabhakar Pachpute.

A 31ª Bienal Internacional de Arte de São Paulo teve início no dia 6 de setembro de 2014, reunindo 81 obras de 69 artistas de 34 países (sendo 12 artistas brasileiros). Com o tema "Como falar de coisas que não existem", o evento contou com a curadoria conjunta de Charles Esche, Galit Eilat, Nuria Enguita Mayo, Pablo Lafuente e Oren Sagiv.
O cartaz da mostra foi criado pelo artista indiano Prabhakar Pachpute e apresenta uma torre movida à força humana enquadrada por uma tipografia que remete à produção manual. Presidente da Bienal: Luis Terepins. 

## Polêmica
Para sua realização, a Bienal recebeu 21 apoios financeiros internacionais, vindos de Espanha, Turquia, França e Israel. Com a intensificação do conflito israelo-palestino, uma semana antes da abertura 63% dos artistas enviaram um manifesto aos organizadores para questionar os financiamentos do governo e de empresas israelenses à Bienal.

## Recepção
A mostra atraiu bom público no primeiro fim-de-semana de exibição, com destaque para o filme "Inferno", da israelense Yael Bartana, seguido de "Línea de Vida", instalação do Museu Travesti do Peru e "Wonderland", vídeo do turco Halil Altindere.